# Handsome Poets
Handsome Poets is een Nederlandse indiepopband.

## Biografie
In januari 2010 verscheen het voor de film Chance opgenomen nummer Blinded als single, die door de landelijke stations werd opgepikt en de band veel publiciteit opleverde. De single zelf eindigde op nummer 32 van de Mega Top 50, terwijl de band de titel 3FM Serious Talent ontving.
In november 2010 verscheen de tweede single, Dance (The War Is Over). Deze werd uitgeroepen tot 3FM Megahit. Het nummer verscheen in televisiespots, zoals voor het RTL 5-programma So You Think You Can Dance. Op 12 november 2010 speelde de band in het VARA-programma De Wereld Draait Door.
De winter werd in de studio doorgebracht om de eerste volwaardige cd op te nemen. Deze cd, getiteld Handsome Poets, verscheen op 25 maart 2011. De dag ervoor stond de band wederom in De Wereld Draait Door met hun derde single, (We Can't Be) Saints.
10 april 2011 won de band de 3FM Serious Talent Award die hij tijdens een optreden in de Amsterdamse Melkweg kreeg uitgereikt.
Voorafgaand aan de 3FM Serious Talent Tour met Chef'Special en The Hype speelde de band enkele malen in het voorprogramma van de Zeeuwse band BLØF. Ook speelt de band in het voorprogramma van o.a. Hurts, Scouting for Girls en Naked and Famous. In de zomer van 2011 speelde de band op 60 festivals waaronder Lowlands, Concert at Sea, Xnoizz Flevo Festival en Appelpop. In december sluit de band het jaar af met een Handsome Poets Kersttour.

## Sky on Fire (2012-2013)
Handsome Poets namen op 29 maart 2012 het nummer Sky on Fire op in de Bullet Sound Studio. Op 3 mei speelt de band Sky on Fire voor het eerst live op het Harare International Festival of Arts in Zimbabwe. Handsome Poets doet daarnaast mee aan het speciale "Outreach Program" van HIFA, wat inhoudt dat ze naast het optreden deelnemen aan verschillende "awareness-projecten", waaronder een optreden in Harare Central Prison en op First Street Harare.
Op 7 mei werd bekend dat Sky on Fire de eerste single wordt van het tweede album van de Handsome Poets. Die dag werd het nummer voor het eerst gedraaid door GIEL 3FM en verschijnt de video clip die de Handsome Poets zelf opnamen in samenwerking met Stefan Mandersloot. De luisteraars van het 3FM-programma MetMichiel zijn enthousiast: zij geven Sky on Fire een 9. Naast radio 3FM komt het nummer ook op de playlist van o.a. Qmusic, Radio 538 en SkyRadio.
Tijdens de Olympische Spelen in Londen werd het nummer gebruikt als anthem voor het NOS programma London Late Night. Op 11 augustus ontvingen de Handsome Poets de Mega Top 50 Award tijdens een optreden op Festyland omdat ze op nummer 1 staan in de Mega Top 50 Daarnaast staan ze ook op nummer 1 in de Itunes Top 30. 's Avonds speelden ze het nummer live vanuit de NOS London Late Night Studio in Londen(het Holland Heineken House). December wordt het nummer Sky on Fire genomineerd voor een Radio 538 Jingleball Award voor 'Hit van het jaar'.
In oktober 2012 wordt de rest van het tweede album opgenomen in Bullet Sound studio samen met producer Erik Schurman. Het album heet Sky on Fire en verschijnt 1 december 2012 in de winkel. De band speelt die dag bij het TROS muziek cafe op Radio 2 en het album wordt week cd bij 3FM. 
Van december 2012 t/m januari 2013 deed de band een uitverkochte clubtournee door Nederland. Onder andere Effenaar, Paradiso en Tivoli Oudegracht worden aangedaan. De tour eindigt met optredens op Eurosonic en Noorderslag. 
Op 15 april 2013 kreeg de band vanwege dit nummer de Schaal van Rigter uit handen van Miss Montreal voor meest gedraaide single op 3FM. De band is daarnaast genomineerd voor de 3FM Award voor beste band en beste single (voor het nummer Sky on Fire).
In de zomer van 2013 opent Handsome Poets MainStage Pinkpop op dezelfde dag als The Killers. Ook spelen ze op 64 andere festivals in Nederland waaronder Concert at Sea, Indian Summer, Paaspop, Appelpop en Parkpop.
In november 2014 wordt de band uitgeroepen tot Esquire's best geklede band.

## 2014- 2019
Begin 2014 speelden de Handsome Poets acht avonden in een uitverkocht Ahoy Rotterdam op De vrienden van Amstel LIVE. Op 13 februari 2014 traden ze tijdens de Olympische Winterspelen in Sotsji in het Holland Heineken House op. Tijdens hun optreden zijn schaatssters Margot Boer en Ireen Wüst gehuldigd.
Op 1 januari 2015 verscheen de single Stardust, de eerste singel van het album 2015 welke de band in een nieuwe studio in Gouda opnam. Later verschijnen Light Up The Sky en Wildside als singels. Op 5 maart start de uitverkochte ‘2015 album release tour’ in de Pandorra Tivoli.  
In 2016 verscheen Sky On Fire in de coming of age comedy drama film ‘The Edge Of Seventeen’ met Hailee Steinfeld en Woody Harrelson. De film verschijnt wereldwijd in de bioscopen en sleept verschillende awards in de wacht. In de Utrechtse bioscoop ’t Hoogt speelt de band live voor het film doek een aantal nummers op de première van de film. 
In 2018 wordt de single Make It Better topsong op NPO Radio 2. De band besluit een akoestische versie op te nemen wat op Spotify uitgroeit tot het meest gestreamde nummer (Gouden plaat status met 8,6 miljoen streams). Het jaar wordt afgesloten met een clubtour langs acht Nederlandse popzalen. 

## 2019 - Heden
De band viert 10 jarig bestaan met theatertour 'Lieve Schatten'. Eind 2019 komt het nummer 'Giant' uit waarmee ze langs radio en TV gaan. De theatertour gaat over het ontstaan van de band. Hoe Tim begon met zingen in de kerk, uiteindelijk Robbie Williams wilde worden maar helemaal zichzelf werd. De theatertour zou ruim 40 kleine theaterzalen aandoen maar op 6 maart krijgt de band tijdens de soundcheck in het Walhalla theater in Rotterdam te horen dat het moet inpakken vanwege COVID-19. Uiteindelijk werden een hoop data verplaatst en liep de tour tot in 2022. 
Tim en Erik schrijven tijdens covid veel nieuwe muziek, Daniel geeft drumles en Nils krijgt andere kansen en besluit de band te verlaten. 
De theaters zijn dicht maar de middelbare scholen blijven open en daar gaan Tim en Erik (met akoestische gitaar) om een schoolvoorstelling te spelen met als thema inspiratie. Ze doen alle scholen van Groningen via Hoorn naar Maastricht aan en verblijven veel in hotels. In de hotellobby's luisteren ze naar elkaars ideeën en met ukelele, laptop en microfoon wordt in hotelkamers de basis gelegd voor het nieuwe album (met op de achtergrond de geluiden van inmiddels de eerste ‘post’ covid braderieën, kermissen en snelwegen) .
De theatertour wordt in 2021 voorzichtig hervat en toetsenist Frerick den Haan blijft plakken om vervolgens samen met Daniel, Tim en Erik de studio in te duiken. In de Bullet Sound studio krijgen de nummers het energieke ‘bekende’ Handsome Poets geluid. Laura Nijhuijs, die altijd al alle backing vocals inzong, sluit zich definitief aan bij de band en zo krijgt het nieuwe album ‘Take a deep breath’ vorm.
Take a deep breath zal eind 2023 verschijnen op vinyl met vormgeving van Reamond van der Horst. 

## Geschiedenis
In 2008 stopten bandleden Tim van Esch, Gerard Trouborst en Ruben Trouborst met de gospelband Higher Purpose (ook kortweg HP genoemd; eerder ook Fluxx geheten). Ze gingen zich richten op eigen muziek, en wilden stoppen met religieus getinte muziek.
Op 23 maart 2009 verscheen hun vijf nummers tellende debuut-ep Metamorphosis. Het titelnummer werd geschreven door Trouborst en voormalig Higher Purpose-zangeres Tabitha Kraaijeveld. De plaat werd in eigen beheer opgenomen door de band en afgemixt door een buurman, Erik Schurman (ex-Suburbs, -Jaya The Cat, -Tuesday Child). Hij werd later gevraagd door de band als producer en werd uiteindelijk band-manager. In het voorjaar van 2009 kwam toetsenist Nils Davidse (ex-invaltoetsenist bij Rigby) de band versterken, terwijl drummer Jan-Jaap Bakker na de zomer van 2009 plaatsmaakte voor Daniël Smit (oud-drummer van Pushkin). Gerard Trouborst kende Davidse en Smit van het conservatorium in Utrecht.
Op 8 augustus 2011 werd bekend dat gitarist Gerard Trouborst de band had verlaten vanwege een verschil van inzicht. Zijn broer, bassist Ruben Trouborst, kreeg een maand 'nadenkverlof' om zijn plaats in de band te overdenken. Uiteindelijk hebben beide broers de band verlaten.
De nieuwe gitarist werd Eelke Mastebroek, voorheen gitarist bij de Nederlandse band Rigby.

## Discografie

### Albums
| Album met eventuele hitnotering(en) in de Nederlandse Album Top 100 | Datum van verschijnen | Datum van binnenkomst | Hoogste positie | Aantal weken | Opmerkingen |
| ------------------------------------------------------------------- | --------------------- | --------------------- | --------------- | ------------ | ----------- |
| Handsome Poets                                                      | 25-03-2011            | 02-04-2011            | 24              | 9            |             |
| Sky on fire                                                         | 01-12-2012            | 08-12-2012            | 82              | 1*           |             |
| 2015                                                                | 25-03-2015            | 20-03-2015            | 16              | 3            |             |

### Singles
| Single met eventuele hitnotering(en) in de Nederlandse Top 40 | Datum van verschijnen | Datum van binnenkomst | Hoogste positie | Aantal weken | Opmerkingen                          |
| ------------------------------------------------------------- | --------------------- | --------------------- | --------------- | ------------ | ------------------------------------ |
| Blinded                                                       | 2010                  | -                     |                 |              | Nr. 96 in de Single Top 100          |
| Dance (The war is over)                                       | 2010                  | 04-12-2010            | 34              | 4            | Nr. 13 in de Single Top 100          |
| (We can't be) Saints                                          | 2011                  | -                     |                 |              | Nr. 86 in de Single Top 100          |
| Sky on fire                                                   | 2012                  | 18-08-2012            | 3               | 10           | Nr. 2 in de Single Top 100 / Platina |
| Stardust                                                      | 2014                  | 10-01-2015            | tip6            | -            |                                      |
| Get up (Can u feel it)                                        | 2016                  | 25-06-2016            | tip20           | -            |                                      |
| Make it better                                                | 2018                  |                       |                 | -            |                                      |

### Ep's
- Metamorphosis (2009)

### NPO Radio 2 Top 2000
| Nummer met noteringen in de NPO Radio 2 Top 2000 | '12  | '13 | '14  | '15  | '16  |
| ------------------------------------------------ | ---- | --- | ---- | ---- | ---- |
| Sky on fire                                      | 1546 | 853 | 1120 | 1216 | 1871 |

1. ↑  Een vetgedrukt getal geeft de hoogste notering aan.
2. ↑  2012 was het eerste jaar met een notering voor dit nummer.
3. ↑  Deze tabel is bijgewerkt tot en met de laatste editie (2024).